# جامعة 20 أوت 1955-سكيكدة
جامعة 20 أوت 1955 أو جامعة سكيكدة هي جامعة جزائرية تقع بمدينة سكيكدة موزع على موقعين موقع عزابة والموقع الرئيسي (الحدائق ).
أنشئت بموجب المرسوم التنفيدي رقم 98-223 سنة 1998 كمركز جامعي، ثم ارتقت في 18 سبتمبر 2001 بموجب المرسوم التنفيدي رقم 01-272 إلى جامعة ليطلق عليها اسم جامعة 20 أوت 1955 خلال زيارة رئيس الجمهورية لها، في 20 أوت 2005 إحياءا للذكرى الأربعين لهجومات الشمال القسنطيني. 

## موقع الجامعة
تتوزع جامعة 20 أوت 1955 بسكيكدة على موقعين في انتظار تحويل كلية الحقوق والعلوم السياسية إلى الموقع الرئيسي في الحدائق :
موقع عزابة( علي منجلي): عزابة هي مدينة تبعد عن مقر الولاية ب 39 كلم و و بها مقر كلية الحقوق بسعة 3000 مقعدا بيداغوجيا، إقامتين جامعتيين بسعة 500 سريرا و مطعم لكل واحدة.
الموقع الرئيسي (الحدائق ): يمتد هذا الموقع على مساحة 246 هكتار، يقع على بعد 04 كلم من جنوب غرب الولاية على طريق الحدائق، في سفح الجبل بين الطريق 43 و جبل مسيون.هذا الموقع يجمع هياكل المدرسة السابقة للفلاحة و هياكل المدرسة الوطنية العليا للتعليم التقني، كما يجمع الهياكل التابعة بالمركز الجامعي و الهياكل البيداغوجية المنجزة في إيطارPSRE) ) مخطط دعم الإنعاش الاقتصادي.

## وصلات خارجية
- الموقع الرسمي لجامعة 20 أوت 1955
- روبورتاج مصور حول جامعة 20 أوث 1955 - سكيكدة على يوتيوب.